# Úmero

Animação do úmero, representado a vermelho

O úmero é um osso longo e o maior do membro superior que se localiza no braço, articulando com a escápula, o rádio e com o cúbito, através das articulações do ombro e do cotovelo, apresentando na sua anatomia duas epífises, a proximal e a distal, e uma diáfise constituídas por dezasseis acidentes anatómicos.

## Epífise Proximal
- Cabeça do Úmero - Articula-se com a cavidade glenóide da escápula.
- Tubérculo Maior - Situa-se lateralmente à cabeça e ao tubérculo menor
- Tubérculo Menor - Projeta-se medialmente logo abaixo do colo
- Colo Anatômico - Forma um ângulo obtuso com o corpo
- Colo Cirúrgico -Local frequente de lesões ( fraturas; reparações)
- Sulco Intertubercular - Sulco profundo que separa os dois tubérculos

## Epífise Distal
- Tróclea[5] - Semelhante a um carretel. Articula-se com o cúbito[6].
- Capítulo - Eminência lisa e arredondada. Articula-se com o rádio
- Epicôndilo Medial [7]- Localiza-se medialmente à tróclea[5].
- Epicôndilo Lateral [7]- Pequena eminência tuberculada. Localizado lateralmente ao capítulo
- Fossa Coronóide - Pequena depressão que recebe processo coronóide da ulna na flexão do antebraço
- Fossa Radial - Pequena depressão
- Fossa do Olécrano - Depressão triangular profunda que recebe o olécrano[8][9] na extensão do antebraço
- Sulco do Nervo Ulnar - Depressão localizada inferiormente ao epicôndilo medial

## Diáfise
- Tuberosidade Deltoídea - Elevação triangular áspera para inserção do músculo deltóide
- Sulco do Nervo Radial - Depressão oblíqua ampla e rasa

## Tipos deFratura
Considera-se fratura uma interrupção completa na continuidade de um osso ou uma rachadura parcial, tendo como mecanismo o trauma direto e o trauma indireto caracterizados por:
Possibilitando o aparecimento de fraturas transversa, espira, cominutiva e oblíqua .

## Músculos que envolvem o úmero
- Bíceps Braquial
- Braquial Anterior
- Coracobraquial
- Tríceps Braquial

## Patologia
É importante ter a noção de que a fratura do úmero pode levar a sérios problemas, nomeadamente a lesão de nervos:
- Porção proximal: Nervo axilar
- Na diáfise[3]: Nervo radial
- Porção distal: Nervo ulnar
- Porção distal: Nervo mediano

Para além de nervos a fratura do úmero também pode levar a uma lesão da artéria braquial, o que irá levar a uma diminuição no fornecimento sanguíneo para o antebraço e mão.
O úmero apresenta o seu centro de ossificação na sua porção proximal.

## Imagens adicionais

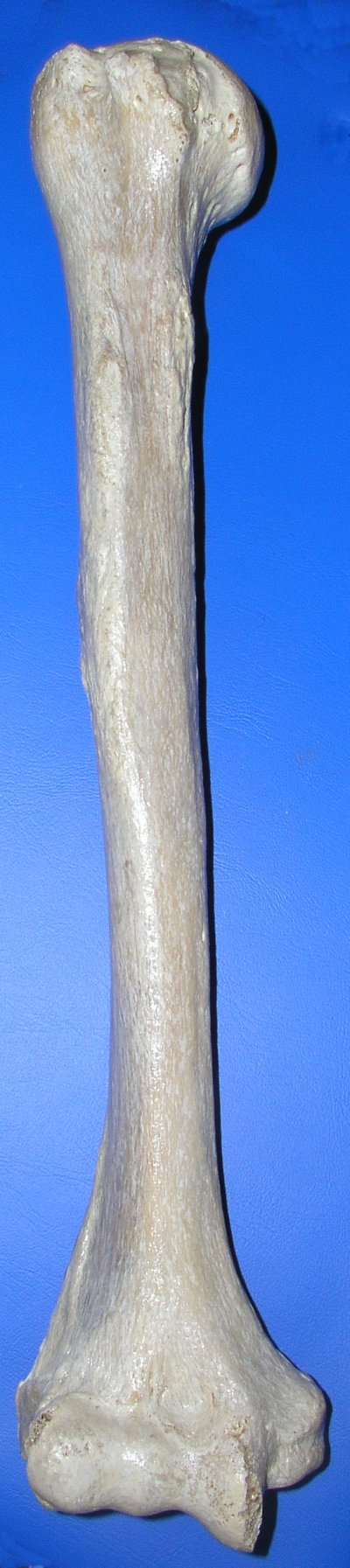
Vista anterior do úmero direito
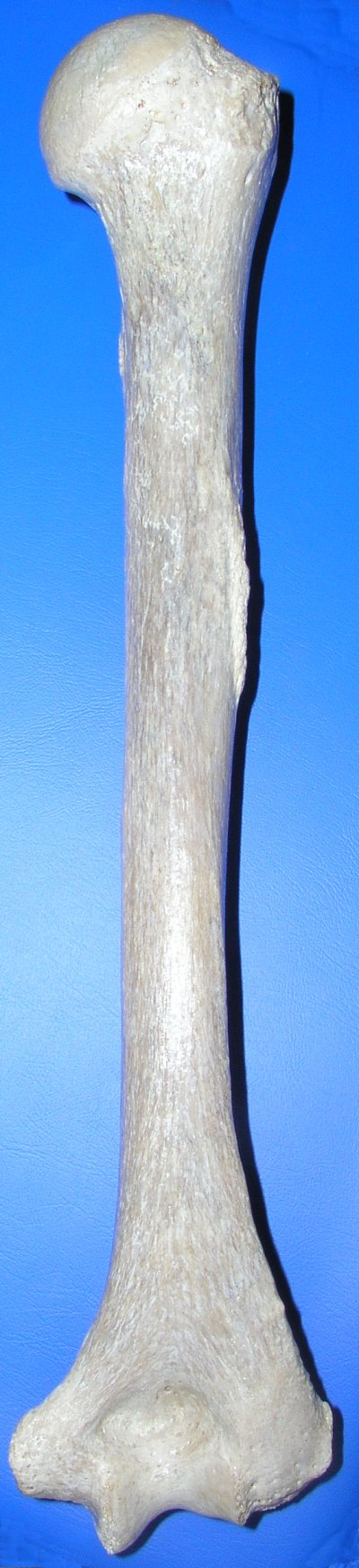
Vista posterior do úmero direito
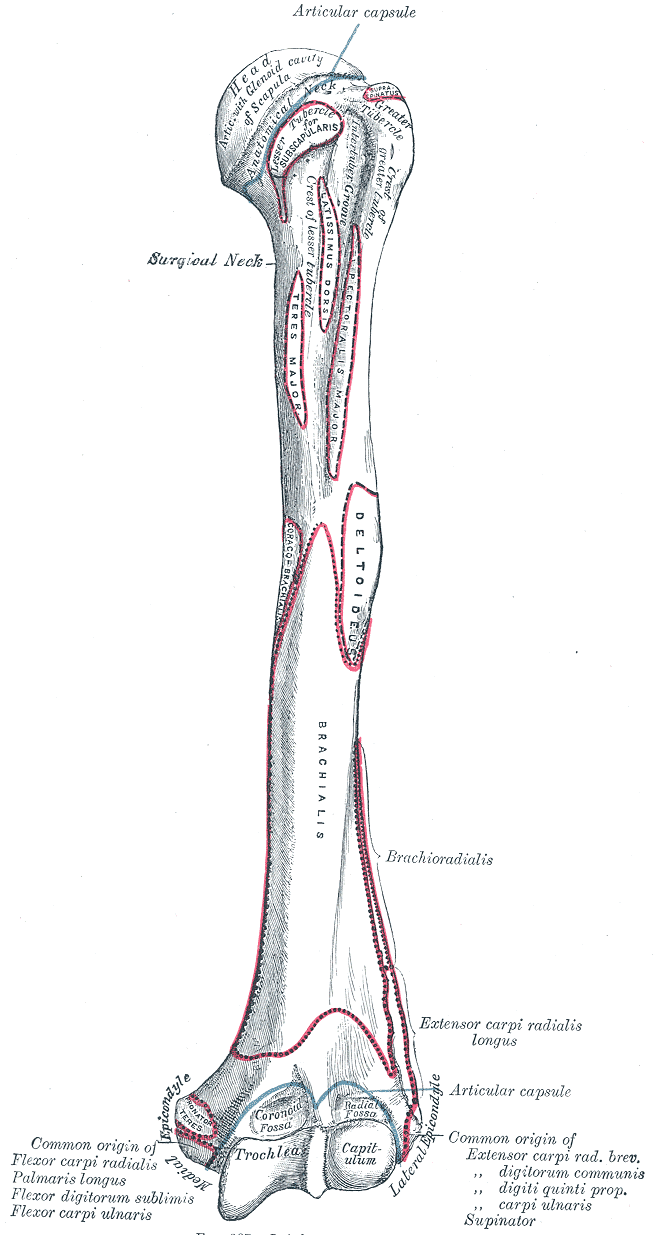
Vista anterior do úmero esquerdo.
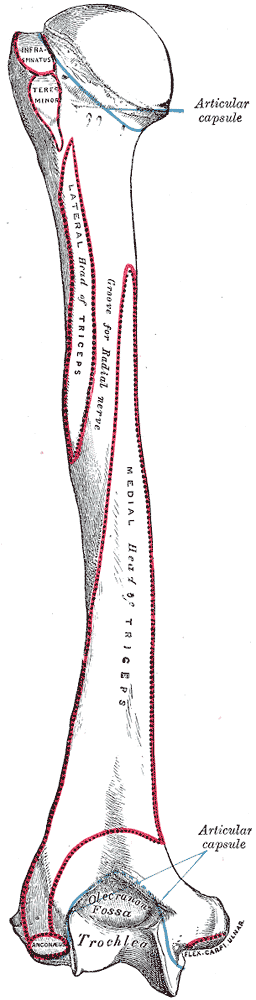
Vista posterior do úmero esquerdo.

* 